# LDN (cântec)
„LDN” este un cântec al cântăreței britanice Lily Allen, lansat ca al doilea disc single de pe albumul ei de debut, Alright, Still.

## Clasamente
| Clasament (2006)                | Poziție maximă |
| ------------------------------- | -------------- |
| Irish Singles Chart             | 21             |
| Italian Singles Chart           | 47             |
| New Zealand RIANZ Singles Chart | 23             |
| Swiss Singles Chart             | 88             |
| UK Singles Chart                | 6              |
| Clasament (2007)                | Poziție maximă |
| Australian ARIA Singles Chart   | 39             |
| Belgium Ultratip                | 2              |